# Петерик, Джон

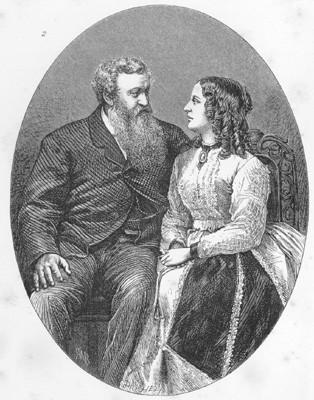
Дж. Петерик со своей женой Катериной

Джон Петерик (1813 — 15 июля 1882) — валлийский натуралист и путешественник в Центральную и Восточную Африку, по профессии — горный инженер.
Родился в Гламоргане. В 1845 году поступил на службу к Мухаммеду Али и занимался для него безуспешными поисками угля в Верхнем Египте, Нубии, на побережье Красного моря и Кордофане.
В 1848 году Петерик оставил египетскую службу и поселился в Эль-Обейде, столице Кордофана, в качестве торговца, занимавшегося в основном гуммиарабиком. В это же время он был назначен британским консульским представителем по Судану. В 1853 году он переехал в Хартум и стал торговать слоновой костью. Он много путешествовал по землям Бахр-эль-Газаля, в то время почти неизвестным, исследуя реки Джур, Яло и другие притоки Бахр-эль-Газаля.
В 1858 году он проник в земли Ням-Ням. Там он сделал значительные естественнонаучные открытия: в частности, им были открыты суданский козёл и китоглав. Петерик вернулся в Англию в 1859 году, где познакомился с Джономом Спиком, затем присоединившись к его экспедиции по обнаружению истоков Нила. В это же время в Англии Педерик женился и опубликовал отчёт о своих путешествиях.
Он вернулся в Судан в 1861 году в сопровождении своей жены и в ранге консула. На него была возложена миссия Королевского географического общества донести до Гондокоро помощи магазинах для капитана Спика и Гранта. Петерик получил лодку в Гондокоро в 1862 году, но Спик и Грант ещё не прибыли. Наняв местных жителей для путешествия к югу, чтобы обнаружить отсутствующих путешественников (эта задача в итоге была успешно выполнена), мистер и миссис Петерик предприняли ещё одно путешествие в Бахр-эль-Газаль, собрав значительные коллекций растений и рыб. Они вернулись в Гондокоро (где по-прежнему находилась одна из их лодок с запасами) в феврале 1863 года, через четыре дня после прибытия Спика и Гранта, которых тем временем принимал там Сэмуэль Бейкер.
Обвинение, согласно которому Петерик не выполнил своего обещания перед путешественниками, впоследствии было признано необоснованным. Дальнейшее обвинение, согласно которому Петерик покровительствовал и даже сам участвовал в работорговле, впоследствии также было опровергнуто (Петерик на самом деле пытался остановить работорговлю), но это привело графа Рассела к решению закрыть британское консульстве в Хартуме в 1864 году.
В 1865 году Петерик вернулся в Англию и в 1869 году опубликовал сочинение Travels in Central Africa and Explorations of the Western Nile Tributaries, в котором изложил детали своих споров со Спиком. Петерик умер в Лондоне 15 июля 1882 года.